# Sexyy Red
Janae Nierah Wherry (15 de abril de 1998), mais conhecida como Sexy Red, é uma rapper, cantora e compositora americana. Ela recebeu atenção online pela primeira vez em 2018, depois de retrabalhar "A Thousand Miles" de Vanessa Carlton em sua faixa "Ah Thousand Jugs". Em 2022, ela colaborou com Summer Walker no polêmico videoclipe "Sense Dat God Gave You". Ela ganhou ainda mais destaque com seu single inovador "Pound Town" (com Tay Keith) em janeiro de 2023, que mais tarde gerou um remix com Nicki Minaj intitulado "Pound Town 2", e se tornou sua primeira entrada na parada Billboard Hot 100 dos EUA. Depois, ela lançou sua segunda mixtape Hood Hottest Princess (2023), que também incluiu sua música de maior sucesso, "SkeeYee".
Sexyy Red também apareceu em remixes oficiais de "Shake Sumn" de DaBaby, "Slut Me Out" de NLE Choppa, e "Peaches & Eggplants" de Young Nudy, ao lado do colega rapper Latto.
A Billboard a declarou como "uma das maiores artistas emergentes do verão de 2023". Ela recebeu uma indicação de "Melhor Artista Revelação de Hip-hop" no 2023 BET Hip Hop Awards.

## Vida pregressa
Wherry cresceu no condado de St. Louis, Missouri. Ela começou a fazer rap quando seu namorado a traiu e ela decidiu escrever uma música dissimulada sobre isso. Ela adotou o nome artístico de "Sexyy Red" porque se acha sexy, e sua cor favorita é o vermelho.

## Carreira
Wherry lançou sua primeira música "Ah Thousand Jugs" em 2018. Em 2021, ela lançou sua mixtape de estreia Ghetto Superstar.
Em janeiro de 2023, ela lançou "Pound Town" com Tay Keith, que mais tarde se tornou viral nas redes sociais por causa de sua sexualidade. Em abril, ela participou do remix de "Slut Me Out" do NLE Choppa. Em maio, ela lançou "Pound Town 2" com Nicki Minaj, que se tornou sua primeira entrada na Billboard Hot 100. Em junho, ela lançou a mixtape Hood Hottest Princess. Em agosto de 2023, Wherry se juntou oficialmente a Drake em sua turnê It's All a Blur como banda de abertura, tendo aparecido como convidado em shows anteriores.

## Discografia
- Guetto Superstar (2021)
- Hood Hottest Princess (2023)
- In Sexyy We Trust (2024)